# Africanews
Africanews es un canal de televisión por suscripción de noticias multilingüe, con sede en Pointe-Noire, República del Congo. El canal de noticias es una filial de euronews con sede en Francia y comenzó a transmitir en línea, y por televisión y satélite el 20 de abril de 2016. Con un equipo de 50 profesionales de 15 nacionalidades diferentes y transmitiendo las noticias desde los idiomas francés e inglés, Africanews cubre noticias del continente sin prejuicios.
El canal ofrece las noticias del mundo desde una perspectiva africana y nace como la primera televisión panafricana hecha en el propio continente y con su sede central en el Congo. El canal tiene una variedad de programas que van desde noticias, negocios, deportes y cultura.

## Emisión
Africanews ejecuta noticias y resúmenes meteorológicos cada media hora.

### Lenguas
Actualmente, los programas se transmiten en inglés y francés; los subtítulos en pantalla son bilingües. El canal planea expandir y dar cabida a la mayoría de la población del continentes y planea desplegar pronto contenido en suajili, español, árabe y portugués.

### Distribución
Actualmente, el canal se emite en 33 países subsaharianos y es accesible a 7,3 millones de hogares a través de redes de televisión satelital y terrestre digital. El canal también cuenta con una cuenta de Twitter y un canal de YouTube donde su transmisión en vivo es gratis.